# FMA I.Ae. 27
Die FMA I.Ae. 27 Pulqui I war ein Jagdflugzeugprojekt des argentinischen Herstellers Fabrica Militar de Aviones.

## Geschichte
Die I.Ae. 27 war der erste Versuch des argentinischen Instituto Aerotécnico, ein Strahlflugzeug zu entwickeln. Die Konstruktionsarbeiten wurden 1946 von einem Team um den französischen Ingenieur Émile Dewoitine aufgenommen. Nur ein Prototyp wurde fertiggestellt, der am 9. August 1947 erstmals flog. Die Maschine erbrachte unbefriedigende Leistungen, was zum Abbruch des Projektes führte, insbesondere da bereits von einem Team um Kurt Tank an der I. Ae. 33 Pulqui II gearbeitet wurde.

## Name
Pulqui bedeutet „Pfeil“ in der indigenen Mapuche-Sprache.

## Konstruktion
Die Maschine war eine Ganzmetallkonstruktion. Sie war als Tiefdecker ausgelegt und besaß ein konventionelles Leitwerk. In den trapezförmigen Tragflächen waren die Treibstofftanks untergebracht. Sie verfügte über ein einziehbares Bugradfahrwerk, einen elliptischen Rumpfquerschnitt mit zentralem Lufteinlass und wurde von einem Rolls-Royce Derwent 5 angetrieben.

## Technische Daten
| Kenngröße             | Daten                                                       |
| --------------------- | ----------------------------------------------------------- |
| Besatzung             | 1                                                           |
| Länge                 | 9,69 m                                                      |
| Spannweite            | 11,25 m                                                     |
| Höhe                  | 3,39 m                                                      |
| Flügelfläche          | 19,7 m²                                                     |
| Leermasse             | 2.358 kg                                                    |
| max. Startmasse       | 3.600 kg                                                    |
| Reisegeschwindigkeit  | 600 km/h                                                    |
| Höchstgeschwindigkeit | 720 km/h                                                    |
| Dienstgipfelhöhe      | 15.500 m                                                    |
| Reichweite            | 900 km                                                      |
| Triebwerke            | 1 × Rolls-Royce Derwent 5 mit 1.633 kW (2.220 PS)           |
| Bewaffnung (geplant)  | 4 × 20-mm-Maschinenkanonen und Bomben unter den Tragflächen |

## Erhaltene Exemplare
Der einzige gebaute Prototyp befindet sich im Museo Nacional de Aeronáutica in Morón.